# Rab (miasto)
Rab (wł. Arbe) – miasto w Chorwacji, w żupanii primorsko-gorskiej, siedziba miasta Rab. Jest położone na wyspie o tej samej nazwie. W 2011 roku liczyło 437 mieszkańców.
Znajduje się na małym półwyspie na zachodzie wyspy. Założone zostało, wraz z portem, na rozkaz cesarza Oktawiana Augusta. W czasie II wojny światowej znajdował się tutaj obóz koncentracyjny.